# یوشیهیسا تائیرا
یوشیهیسا تائیرا (به ژاپنی: 平義久 به فرانسوی: Yoshihisa Taïra) آهنگساز ژاپنی ـ فرانسوی در سال ۱۹۳۷ در توکیو به دنیا آمد و در ۱۳ مارس ۲۰۰۵ در پاریس درگذشت.

## برخی از آثار
- یروفونی ۳ برای ارکستر
- کروموفونی برای ارکستر
- یروفونی ۱ برای ۴ ویلنسل
- یروفونی ۲ برای ۵ ساز
- فوـمون برای ۴ فلوت
- سونات برای ویولا(ی)تنها
- مایا برای فلوت باس
- مونودرام ۱ برای سازهای ضربی
- مونودرام ۲ برای فاگوت
- مونودرام ۳ برای گیتار

## شنیدن آثار
- youtube
- musiquecontemporaine